# Alugha
Alugha, con sede en Mannheim (Alemania), es el único portal de video abierto de Alemania y la primera de alojamiento de vídeo multilingüe basada en la nube en la que los vídeos pueden ser convertidos en formatos multilingües en línea.

## Historia
Alugha GmbH fue fundada en 2014 por las familias de Bernd Korz y Gregor Greinert, el presidente del consejo de supervisión de Duravit y accionista del Grupo Röchling. Los inicios de Aalugha (árabe "A" y suajili "lugha") se remontan al año 2012. En esa época, Korz tenía un canal en YouTube en el que publicaba tutoriales sobre cómo remodelar una granja y más tarde vídeos sobre temas informáticos. A medida que aumentaba la demanda de vídeos multilingües, Korz decidió utilizar subtítulos, ya que ningún portal de vídeo ofrecía la opción de cambiar el idioma mientras se veía el vídeo. Pero esta solución no era óptima y se le ocurrió la idea de implementar la opción de cambiar el idioma mientras se reproduce el vídeo. Como el desarrollo de un prototipo habría costado 800.000 euros, el hijo de Korz, Niklas, desarrolló a los 15 años el prototipo el mismo. En marzo de 2015, Alugha lanzó la primera versión de la plataforma.

## Premios
Ganador 2020 - Innovation Hub (Premio Mundial a la Innovación de la PGA European Tour y Tata Communications). Esta competencia global ofrece a las empresas de nueva creación la oportunidad de convertir los conceptos en realidad.